# Pejzistrat
Pejzistrat (Peisístratos), atenski tiran, * okoli 607 pr. n. št., † 528 pr. n. št./527. pr. n. št.

## Življenjepis
Pejzistrat je bil vodja gorjanske stranke, ki je postal znan zaradi uspehov v atensko-megarski vojni okoli leta 565 pr. n. št.
561 pr. n. št./560 pr. n. št. je prevzel oblast v Atenah in postal prvi tiran v zgodovini mesta. Uvedel je osebno telesno stražo kijenoscev.
Toda zaradi pritiskov nasprotnikov je že v prvem letu vladavine pobegnil. Kmalu, še istega leta, se je vrnil s pomočjo arhonta Megaklesa, a je moral spet pobegnili.
Za tretji poskus se je temeljito pripravil. Dobil je podporo Eretrije in davke od rudnikov zlata v Makedoniji in Trakiji je preusmeril v najemniško vojsko. Tako je okoli leta 550 pr. n. št. prevzel oblast in se uspel obdržati.
Imel je podporo večine prebivalcev Aten, saj je uveljavljal reforme, ki so jim bile v prid. Vzdrževal je stalno najemniško vojsko, ki je bila pomemben dejavnik zunanje politike. Povečal je delovanje trgovske mornarice v Sredozemlju in dosegel vzpon obrti (predvsem keramični izdelki so postali predvsem znani). V njegovem času so ponovno ustanovili oz. na novo ustanovili kolonije (Sigejon, Hersonez,...).
Veliko časa je posvetil tudi ustvarjanju zavezništev.
Po naravni smrti sta ga nasledila sina Hipias in Hiparh.